# Interstate 270 (Colorado)
Pour les articles homonymes, voir Interstate 270.
L'Interstate 270 (I-270) est une autoroute auxiliaire de sept miles (11 km) dans le nord-est de la région métropolitaine de Denver au Colorado. Elle forme un multiplex avec la US 36 sur tout son trajet. 
Le terminus ouest de l'I-270 se trouve à l'échangeur avec l'I-25 et la US 36. Elle se dirige à l'est jusqu'à un échangeur avec l'I-76. L'autoroute se dirige au sud-est pour traverser plusieurs quartiers de Denver avant de se terminer à l'I-70.
L'autoroute a été complétée en trois phases. En 1965, le segment entre l'I-70 et le Vasquez Boulevard est complété. Deux ans plus tard, l'autoroute est prolongée jusqu'à l'I-76 et en 1999, le court segment jusqu'à l'I-25 est terminé.

## Description du tracé
L'I-270 débute à un échangeur avec l'I-25 à Welby et forme un multiplex avec la US 36. L'autoroute se dirige vers le sud-est et croise quelques routes sans toutefois y avoir d'accès direct. À l'échangeur avec l'I-76, les bornes indiquant le millage redémarrent à 0 puisqu'il s'agit du terminus ouest original. Les automobilistes qui empruntent l'I-270 est ne peuvent avoir accès à l'I-76 ouest, pas plus que les automobilistes circulant sur l'I-76 est n'ont accès à l'I-270 ouest.
Après avoir croisé l'I-76, l'I-270 se dirige vers le sud-est pour entrer dans une zone commerciale. L'autoroute passe par Commerce City et y croise quelques voies, dont le Vasquez Boulevard, lequel porte la US 6, la US 85 et la SH 2. L'autoroute poursuit à l'est vers Denver. Elle croise Quebec Street, qui permet d'accéder à l'I-70 ouest. Un peu plus loin, l'I-270 se joint à l'I-70 et y atteint son terminus est.

## Liste des sorties
| Interstate 270                            |                          |      |      |        |                                                  | |
| Comté                                     | Municipalité             | mi   | km   | Sortie | Intersections / Destinations                     | Notes                                                                                                   |
| Adams                                     | Welby                    | 0,00 | 0,00 |        | US 36 ouest (Denver-Boulder Turnpike) – Boulder  | Continue au-delà du terminus ouest; terminus ouest du multiplex avec US                                 |
| Adams                                     | Welby                    | 0,00 | 0,00 | 0      | I-25 nord / US 87 nord – Fort Collins            | Sortie 217 de l'I-25                                                                                    |
| Adams                                     |                          | 1,10 | 1,77 | 1      | I-76 est – Fort Morgan                           | Sortie direction est, entrée direction ouest; sortie 6 de l'I-76                                        |
| Adams                                     | 0,00                     | 0,00 |      | 1      | I-76 est – Fort Morgan                           | Sortie direction est, entrée direction ouest; sortie 6 de l'I-76                                        |
| Adams                                     |                          | 0,39 | 0,62 | 1      | I-76 / York Street – Fort Morgan, Grand Junction | Sortie direction ouest, entrée direction est; sortie 6 de l'I-76                                        |
| Adams                                     | Commerce City            | 2,36 | 3,80 | 2      | US 6 / US 85 (Vasquez Boulevard) / SH 2 (en)     | Indiqué sortie 2A (nord) et 2B (sud); pas d'accès depuis Vasquez Boulevard nord vers I-270 est          |
| Comté et ville de Denver                  | Comté et ville de Denver | 4,57 | 7,35 | 4      | Northfield Quebec Street                         | Sortie direction est, entrée direction ouest                                                            |
| Comté et ville de Denver                  | Comté et ville de Denver | 5,38 | 8,66 | 5      | Central Park Boulevard                           | Sortie direction est, entrée direction ouest                                                            |
| Comté et ville de Denver                  | Comté et ville de Denver | 5,99 | 9,63 | —      | I-70 est / US 36 est – Aurora, Limon             | Terminus est du multiplex avec US 36; sortie 279A de l'I-70; accès à l'Aéroport international de Denver |
| - Terminus de multiplex - Accès incomplet |                          |      |      |        |                                                  | |